# Théziers
Théziers là một xã trong vùng Occitanie. Xã Théziers nằm ở khu vực có độ cao trung bình 20 mét trên mực nước biển.